# سنت آندرو، باربادوس
سنت آندرو، باربادوس (به لاتین: Saint Andrew, Barbados) یک منطقهٔ مسکونی در باربادوس است.

## خصوصیات
سنت آندرو ۳۶ کیلومترمربع مساحت و ۵٬۱۳۹ نفر جمعیت دارد.